# East Stroudsburg
East Stroudsburg é um distrito localizado no estado norte-americano de Pensilvânia, no Condado de Monroe.

## Demografia
Segundo o censo norte-americano de 2000, a sua população era de 9888 habitantes.
Em 2006, foi estimada uma população de 10.476, um aumento de 588 (5.9%).

## Geografia
De acordo com o United States Census Bureau tem uma área de
7,4 km², dos quais 7,4 km² cobertos por terra e 0,0 km² cobertos por água. East Stroudsburg localiza-se a aproximadamente 140 m acima do nível do mar.

## Localidades na vizinhança
O diagrama seguinte representa as localidades num raio de 16 km ao redor de East Stroudsburg.